# Degia imparata
Degia imparata is een vlinder uit de familie van de zakjesdragers (Psychidae). De wetenschappelijke naam van de soort is voor het eerst geldig gepubliceerd in 1862 door Francis Walker.
Het mannetje heeft een spanwijdte van 27 tot 34 millimeter, het vrouwtje van 45 tot 51 millimeter. 
De soort komt voor in Zuidoost-Azië, onder andere in China, Maleisië, Indonesië, de Filipijnen en Vietnam.

## Synoniemen
- Degia immodica Meyrick, 1936
- Degia lepta West, 1932